# Liste der Monuments historiques in La Brède
Die Liste der Monuments historiques in La Brède führt die Monuments historiques in der französischen Gemeinde La Brède auf.

## Liste der Bauwerke
| Bezeichnung                 | Beschreibung              | Standort | Kennzeichnung | Schutzstatus | Datum | Bild           |
| --------------------------- | ------------------------- | -------- | ------------- | ------------ | ----- | -------------- |
| Schloss                     | Erbaut im 14. Jahrhundert | (Lage)   | PA00083490    | Classé       | 2008  | weitere Bilder |
| Kirche Saint-Jean-d'Étampes | Erbaut im 12. Jahrhundert | (Lage)   | PA33000017    | Inscrit      | 1997  | weitere Bilder |

## Liste der Objekte
- Monuments historiques (Objekte) in La Brède in der Base Palissy des französischen Kultusministeriums